# Stibeutes gravenhorstii
Stibeutes gravenhorstii là một loài tò vò trong họ Ichneumonidae.